# Codes communs de l'aviation
Les codes communs de l'aviation (en anglais : Joint Aviation Requirements ou JAR) sont un ensemble de règles élaborées pour garantir la sécurité aérienne en Europe valides jusqu'en 2002.

## Histoire
Les JAR sont initiés en 1970 pour faciliter la conception et la construction des aéronefs lors de projets internationaux tels que Concorde ou Airbus. Ces règles sont ensuite étendues à la maintenance et l'exploitation ainsi que la délivrance des licences en 1987.
Les JAR sont divisés en sections, telles que :
- JAR-23 pour les avions légers
- JAR-25 pour les avions de transport
- JAR-OPS pour les opérations
- JAR-FCL pour les licences de membres d'équipage (Flight Crew Licensing)

Les JAR sont émis par les autorités conjointes de l'aviation (JAA) et sont suivis par les autorités de l'aviation civile de chaque pays membre.
L'agence européenne de la sécurité aérienne (AESA) est créé le 15 juillet 2002 et reprend la majorité des fonctions des JAA. Les JAR sont transposés en 2003 en spécifications de certification (en anglais : Certification Specifications ou CS): JAR-23 est remplacé par CS-23, JAR-25 par CS-25, etc.